# Costaricasmaragd
Costaricasmaragd (Polyerata decora) är en fågel i familjen kolibrier.

## Utseende
Hane costaricasmaragd har glittrande purpurblå strupe, grönt på rygg och hjässa, ljusare gråaktig buk och mörk stjärt. Honan är mer anspråkslös, med fläckat bröst och rosa längst in på undre näbbhalvan. Jämfört med andra kolibrihonor med fläckar på bröstet är den mindre. Hanen är i stort seett identisk med blåbröstad smaragd, men de överlappar ej i utbredningsområde.

## Utbredning och systematik
Fågeln förekommer i sydvästra Costa Rica och allra västligaste Panama. Den behandlas som monotypisk, det vill säga att den inte delas in i några underarter.

### Släktestillhörighet
Arten placeras traditionellt i släktet Amazilia, men genetiska studier visar att arterna i släktet inte står varandra närmast. Den har därför flyttats till släktet Polyerata.

## Status
Trots det begränsade utbredningsområdet och att den tros minska i antal anses beståndet vara livskraftigt av internationella naturvårdsunionen IUCN. Beståndet uppskattas till i storleksordningen 50 000 till en halv miljon vuxna individer.